# Combinatie '64
Combinatie '64 is een Nederlandse handbalclub uit het Overijsselse Losser. Anno 2020 speelde het eerste damesteam in de hoofdklasse.

## Geschiedenis
In 1963 fuseerden de handbalverenigingen OSV '31 en Losser met elkaar. Beide clubs hadden een damesafdeling binnen de vereniging, maar alleen Losser had een herenteam. Deze heren konden alleen niet rekenen op de medewerking van de voetbalafdeling van KVV Losser, want er konden destijd voetballers naar de handbal overstappen. De OSV dames speelden op de velden van de voetbalvereniging OSV.